# اسلایپ‌ویک
اسلایپ‌ویک (به هلندی: Sluipwijk) یک منطقهٔ مسکونی در هلند است که در بوده‌خرافن-ریوویک واقع شده‌است. اسلایپ‌ویک ۳۶۰ نفر جمعیت دارد.